# Ovan (znak)
Ovan (lat. Aries) je jedan od 12 horoskopskih znakova. Prvi je od znakova zodijaka. Osobe rođene od 21. ožujka do 20. travnja su rođene u znaku ovna.

## Vanjske poveznice
- Ovan - kompletna analiza horoskopskog znaka - elegant.hr